# 존 프레스콧

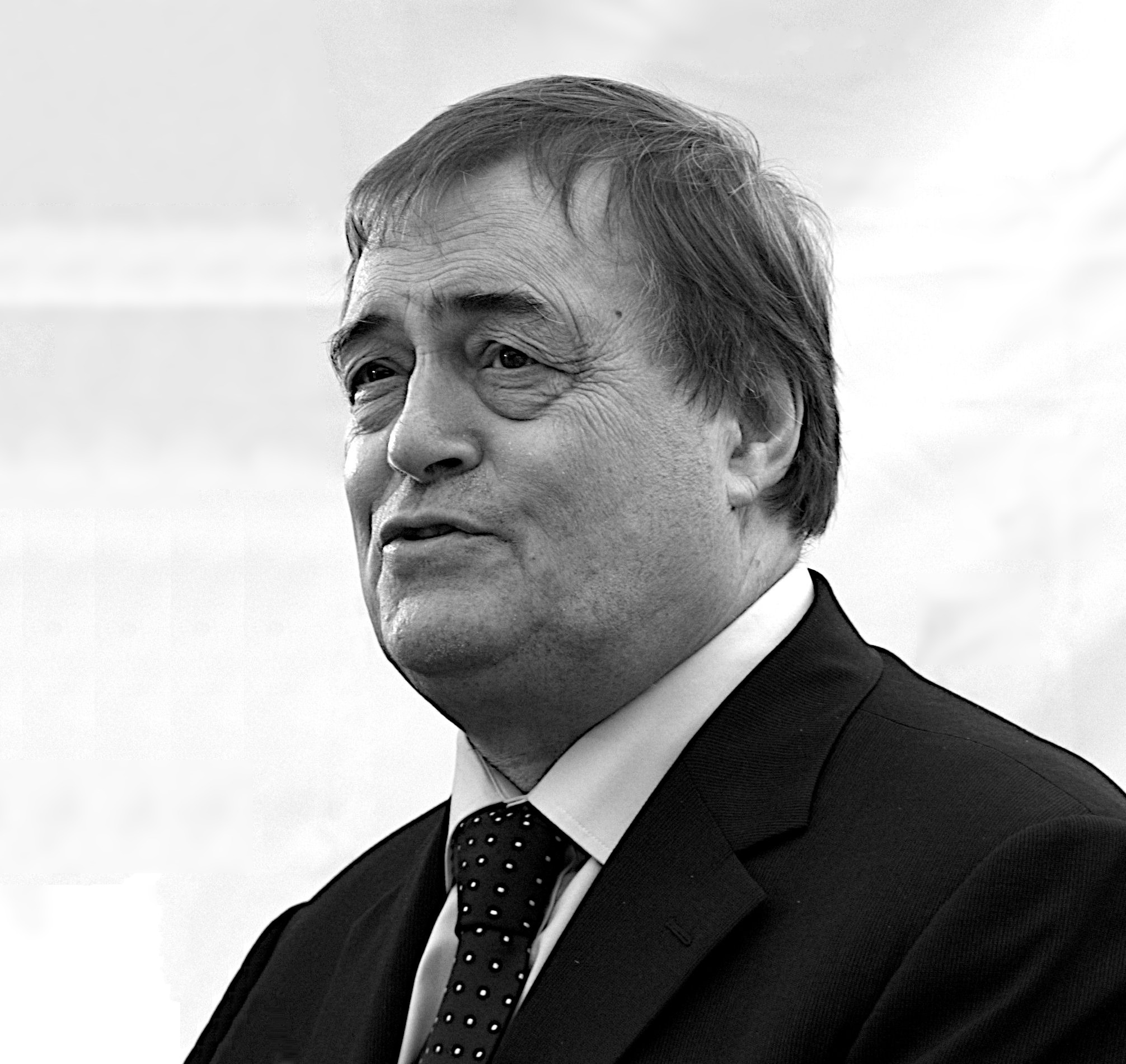
존 프레스콧, 2007년

존 레슬리 프레스콧, 프레스콧 남작(영어: John Leslie Prescott, Baron Prescott, 1938년 5월 31일~2024년 11월 20일)은 영국의 정치인이며 노동당 소속으로 부총리를 지냈다. 그는 노동당 내 노동조합 세력을 대표하는 것으로 평가되었다. 1994년 대표 경선에 출마했지만, 노동당의 중도화를 내건 토니 블레어에게 졌다. 2010년에 하원 의원직에서 물러났다.

## 학력
- ~ 1965 러스킨 칼리지 학사
- ~ 1968 킹스턴어폰헐 대학교 학사

## 경력
- 1970.06 ~ 2010.05 제45대·제46대·제47대·제48대·제49대·제50대·제51대·제52대·제53대·제54대 영국 의회 하원의원
- 1974 ~ 1979 유럽의회 의원
- 1994.07 ~ 2007.06 제15대 영국 노동당 부대표
- 1997.05 ~ 2007.06 제7대 영국 부총리

## 역대 선거 결과
| 선거명      | 직책명                               | 대수 | 정당   | 득표율 | 득표수   | 결과 | 당락                             |
| ----------- | ------------------------------------ | ---- | ------ | ------ | -------- | ---- | -------------------------------- |
| 1970년 선거 | 하원의원 (킹스턴어폰헐이스트 선거구) | 45대 | 노동당 | 71.44% | 36,859표 | 1위  | 킹스턴어폰헐이스트 하원의원 당선 |
| 1974년 선거 | 하원의원 (킹스턴어폰헐이스트 선거구) | 46대 | 노동당 | 69.99% | 41,300표 | 1위  | 킹스턴어폰헐이스트 하원의원 당선 |
| 1974년 선거 | 하원의원 (킹스턴어폰헐이스트 선거구) | 47대 | 노동당 | 62.41% | 34,190표 | 1위  | 킹스턴어폰헐이스트 하원의원 당선 |
| 1979년 선거 | 하원의원 (킹스턴어폰헐이스트 선거구) | 48대 | 노동당 | 62.51% | 39,411표 | 1위  | 킹스턴어폰헐이스트 하원의원 당선 |
| 1983년 선거 | 하원의원 (킹스턴어폰헐이스트 선거구) | 49대 | 노동당 | 49.90% | 23,615표 | 1위  | 킹스턴어폰헐이스트 하원의원 당선 |
| 1987년 선거 | 하원의원 (킹스턴어폰헐이스트 선거구) | 50대 | 노동당 | 56.31% | 27,287표 | 1위  | 킹스턴어폰헐이스트 하원의원 당선 |
| 1992년 선거 | 하원의원 (킹스턴어폰헐이스트 선거구) | 51대 | 노동당 | 62.91% | 30,096표 | 1위  | 킹스턴어폰헐이스트 하원의원 당선 |
| 1997년 선거 | 하원의원 (킹스턴어폰헐이스트 선거구) | 52대 | 노동당 | 71.30% | 28,870표 | 1위  | 킹스턴어폰헐이스트 하원의원 당선 |
| 2001년 선거 | 하원의원 (킹스턴어폰헐이스트 선거구) | 53대 | 노동당 | 64.60% | 19,938표 | 1위  | 킹스턴어폰헐이스트 하원의원 당선 |
| 2005년 선거 | 하원의원 (킹스턴어폰헐이스트 선거구) | 54대 | 노동당 | 56.80% | 17,609표 | 1위  | 킹스턴어폰헐이스트 하원의원 당선 |

## 같이 보기
- 영국 내각